# John Lurie

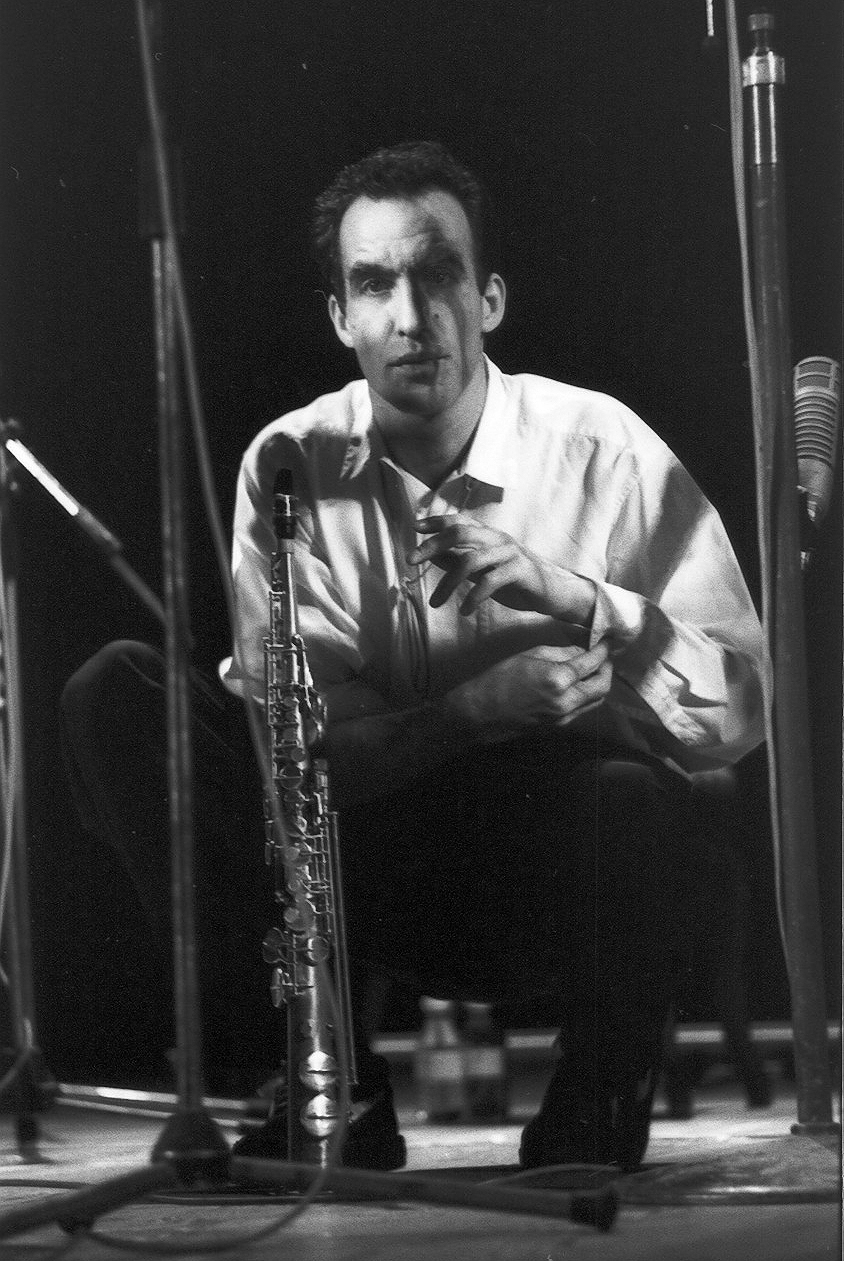
John Lurie under en konsert i Warszawa 1992.

John Lurie, född 14 december 1952 i Minneapolis i Minnesota, är en amerikansk jazzmusiker, konstnär, skådespelare, regissör och filmproducent.

## Filmografi (urval)
- 1980 – Permanent Vacation
- 1984 – Stranger Than Paradise
- 1984 – Paris, Texas
- 1985 – Susan, var är du?
- 1986 – Down by Law
- 1988 – Den lilla djävulen
- 1988 – Kristi sista frestelse
- 1990 – Wild at Heart
- 1991 – Fishing with John (TV-serie) (regi och roll som sig själv; sex avsnitt)
- 1998 – New Rose Hotel
- 2001–2003 – Oz (TV-serie) (tolv avsnitt)